# Volejbolen klub Marica
Il Volejbolen klub Marica è una società pallavolistica femminile bulgara con sede a Plovdiv: milita nel campionato di Superliga.

## Storia
La società, fondata nel 1950, raggiunge al massima divisione del campionato bulgaro nella stagione 1963-64.
Durante la stagione 2011-12 ottiene la vittoria del primo trofeo, ossia la Coppa di Bulgaria, mentre, dopo un nuovo successo nella coppa nazionale, il primo trionfo in campionato arriva al termine dell'annata 2014-15. Seguono quindi altre nove affermazioni consecutive in campionato ed otto in Coppa di Bulgaria, oltre alla vittoria nelle Supercoppa bulgara 2015. 

## Rosa 2023-2024
| N° | Nome                      | Ruolo | Data di nascita  | Nazionalità sportiva |
| -- | ------------------------- | ----- | ---------------- | -------------------- |
| 1  | Žana Todorova             | L     | 6 gennaio 1997   | Bulgaria             |
| 3  | Lora Slavčeva             | P     | 9 luglio 2001    | Bulgaria             |
| 5  | Dobrina Hristoskova       | S     | 27 marzo 2000    | Bulgaria             |
| 6  | Margarita Gunčeva         | P     | 12 giugno 2006   | Bulgaria             |
| 7  | Lora Kitipova             | P     | 19 maggio 1991   | Bulgaria             |
| 10 | Viktoria Koeva            | S     | 9 febbraio 2005  | Bulgaria             |
| 11 | Ciara Debell              | C     | 10 novembre 1997 | Stati Uniti          |
| 13 | Mila Paškuleva            | L     | 6 settembre 2003 | Bulgaria             |
| 14 | Borislava Săjkova         | C     | 14 luglio 2000   | Bulgaria             |
| 15 | Marija Krivošijska        | C     | 6 settembre 2001 | Bulgaria             |
| 17 | Borjana Angelova          | C     | 7 luglio 2005    | Bulgaria             |
| 18 | Marija-Gabriela Miličevič | S     | 17 marzo 2006    | Bulgaria             |
| 20 | Iva Dudova                | O     | 11 febbraio 2006 | Bulgaria             |

## Palmarès
- Campionato bulgaro: 10

2014-15, 2015-16, 2016-17, 2017-18, 2018-19, 2019-20, 2020-21, 2021-22, 2022-23, 2023-24
- Coppa di Bulgaria: 10

2011-12, 2014-15, 2016-17, 2017-18, 2018-19, 2020-21, 2021-22, 2022-23, 2023-24, 2024-25
- Supercoppa bulgara: 1

2015